# Drapelul Malaysiei

Drapelul Malaysiei

Drapelul Malaysiei este steagul Malaysiei, țară din Asia de Sud-Est. Drapelul a fost adoptat la 16 septembrie 1963 și are 14 benzi orizontale roșii și albe. Inițial, reprezentau cele paisprezece state ale țării, dar când s-a decis în 1965 excluderea Singapore din federație, cele paisprezece benzi au fost menținute, iar a paisprezecea a fost repartizată districtelor federale (cel al capitalei și apoi și cel al Labuan și Putrajaya).
În colțul din stânga sus, pe un fond albastru, se află o semilună, simbol musulman, și steaua cu 14 colțuri care reprezintă unitatea dintre regiunile țării.
Steagul seamănă cu cel al Statelor Unite care are însă 13 dungi orizontale și 50 de steluțe albe pe fondul albastru.